# Colör
Colör – die Töchter Kölns sind eine Kölner Mundart-Band, welche von Frontfrau Ute Geller gegründet wurde. Ihre Lieder werden überwiegend in kölscher Sprache vorgetragen.

## Geschichte
Die Band wurde von der Frontsängerin Ute Geller gegründet. Weitere Bandmitglieder sind ihre Schwester Birgitt Geller sowie Anja Hummel und Trixi Mermagen.
Die Gruppe nahm bislang zahlreiche Alben und Singles auf. Klassiker wie Kölsche Mädche sin jefährlich, Et jeht ald widder loss oder Männerstrip im Waschsalon sind immer feste Bestandteile ihres Programms. Hinzu kommen neue erfolgreiche Stücke wie Mir sin echt kölsche Mädcher, Die Affäre oder Will zurück in ming Heimat.
Colör spielen ihr Programm ganzjährig.

## Diskografie

### Singles
- 1995: Jeck op kölsche Junge
- 1995: Leider, leider
- 2001: Su Mädcher wie mir
- 2002: Männerstrip im Waschsalon
- 2002: Gestatten, Colör
- 2008: Dat, Dat, Dat Darf
- 2009: Supergeiles Jahr
- 2010: Do hatte mär noch ens Jlöck
- 2014: Hölle vun Kölle
- 2014: Ich schenk dir einen Smiley
- 2015: Jonny Klein
- 2015: Affäre
- 2015: Mir sin echt kölsche Mädcher
- 2016: Die weiße Yacht
- 2017: Millione vun Stääne
- 2019: Dä Beat

### Alben
- 1995: Colörado
- 2004: Spektacolör
- 2006: Colörado
- 2007: Colöration
- 2009: Zo Weihnachte bei uns en Kölle
- 2010: Best of Colör
- 2015: Will zurück in ming Heimat